# Вимислув (гміна Поланець)
Вимислув (пол. Wymysłów) — село в Польщі, у гміні Поланець Сташовського повіту Свентокшиського воєводства.
У 1975-1998 роках село належало до Тарнобжезького воєводства.